# Betula raddeana
Betula raddeana es una especie de planta en la familia Betulaceae. Es endémica de Georgia y de Rusia. Está amenazada por pérdida de hábitat. 

## Taxonomía
Betula raddeana fue descrita por Ernst Rudolf von Trautvetter y publicado en Trudy Imperatorskago S.-Peterburgskago Botaničeskago Sada 5: 129. 1887.
Etimología
Betula: nombre genérico que dieron los griegos al abedul.
raddeana: epíteto latino que significa "flexible".
Sinonimia
- Betula aischatiae E.S.Husseinov
- Betula maarensis V.N.Vassil. & Husseinova
- Betula victoris E.S.Husseinov[4][5]